# 熊谷家住宅 (豊根村)
熊谷家住宅（くまがいけじゅうたく）は、愛知県北設楽郡豊根村にある歴史的建造物（古民家）。1974年（昭和49年）2月5日に主屋・穀倉・新倉が国の重要文化財に指定されている。天竜川の支流大入川に沿って走る愛知県道428号古真立津具線沿いにあり、東栄町側から黒川トンネルを抜けると山肌に張り付くように左手にある。

## 歴史
熊谷家住宅は三河国・信濃国・遠江国の三国国境に近い奥三河地方の山間部に位置する。熊谷家はかつて酒造業を営んでいた商家であり、庄屋を務めていた。津具村の『村松学平文書』によれば、信濃国下伊那郡神原村 (現天龍村)から三河国山間部にまで勢力を有していた。天竜川の支流の大入川に沿った当地は、遠江国の佐久間から三河国の津具や信濃国の根羽に至る中馬街道の脇道の道番所でもあった。
熊谷家住宅の建築年代は定かでないが、寛保4年 (1744年) 以降の祈祷札が残されている。また、奥三河地方に例のない間取りや構造形式をしており、浜松地方の武家屋敷の形式と類似するため、建造年代は江戸中期の18世紀前半と推測されている。
熊谷家は昭和10年代まで造り酒屋を営んでいた。1974年（昭和49年）2月5日には文部省によって主屋・穀倉・新倉が重要文化財に指定された。1982年度・1983年度には主屋の葺き替えや土蔵2棟の改修を行い、1995年度・1996年度にも再び主屋の葺き替えを行った。1984年には第19代当主が亡くなったが、2014年現在も文化財の建物に家人が居住し、酒の販売を続けている。2000年度には新蔵の葺替えを行った。

## 建築

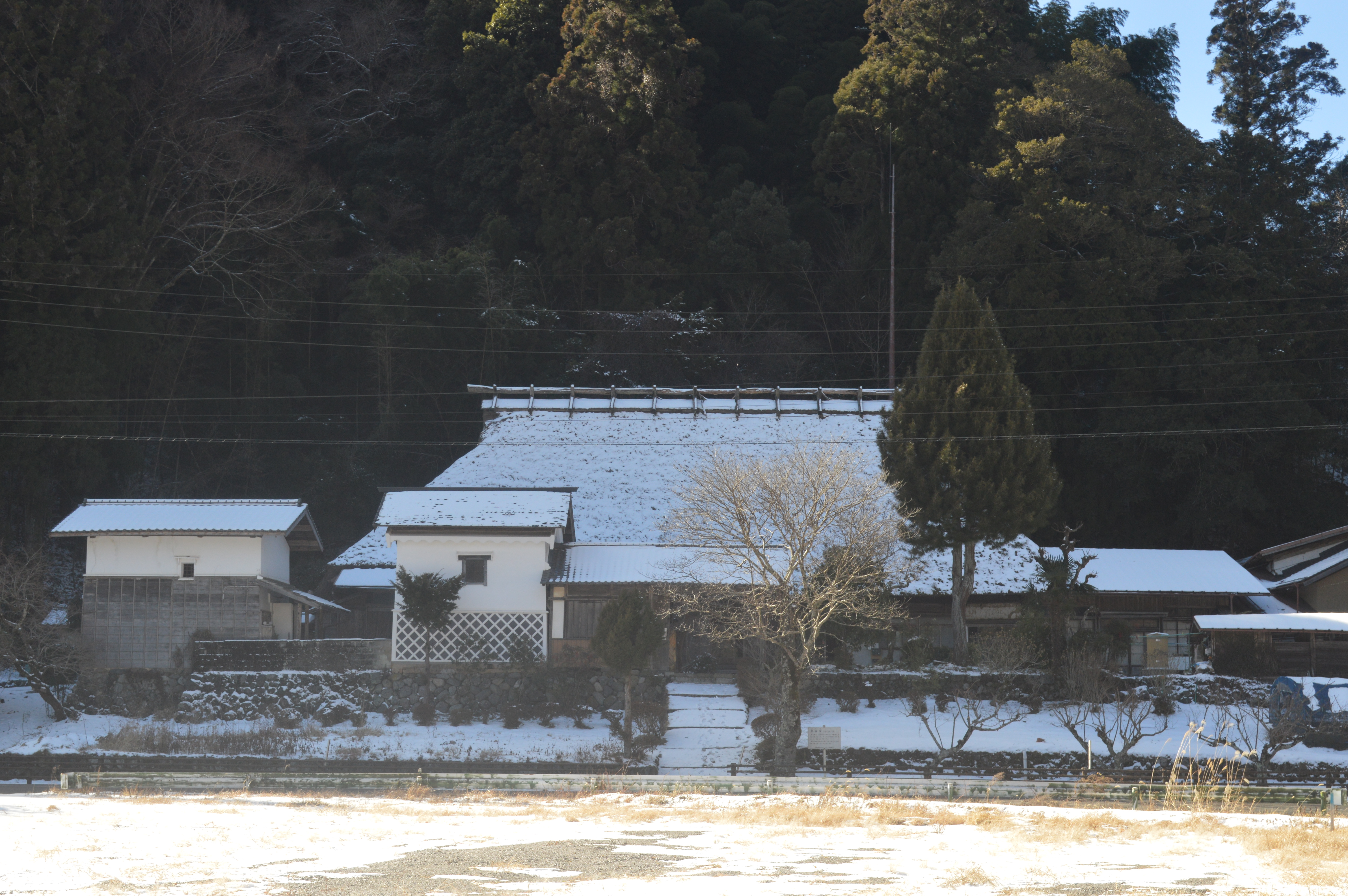
東側から見た熊谷家住宅

主屋は東向きであり、西側には山並みが迫っている。柱間の寸法は7尺5寸 (225センチ) を単位としており、一般的な6尺（180センチ）や6尺3寸（189センチ）の単位とは異なっている。部屋数は12。土間には天然ヒノキを用いた大黒柱が立っている。
主屋の前には棟門があるが、かつては棟門ではなく長屋門だった。門の南側に新蔵と穀倉土蔵という2つの蔵があり、主屋の北側に納屋がある。

### 主屋
- 桁行24.8メートル、梁間13.1メートル[4]
- 入母屋造、平屋建、鉄板葺[4]

### 穀倉
- 桁行5.9メートル、梁間5メートル[4]
- 土蔵造、2階建、切妻造妻入、桟瓦葺[4]

### 新倉
- 桁行5メートル、梁間4メートル[4]
- 土蔵造、一部2階建、切妻造、桟瓦葺[4]